# Севастиан (Возняк)
Архиепи́скоп Севастиа́н (укр. Єпископ Севастіан, в миру Михаи́л Яросла́вович Возня́к, укр. Михайло Ярославович Возняк; род. 23 января 1970, Новые Скоморохи, Ивано-Франковская область) — архиерей Палестинской православной церкви в Америке (POCA), архиепископ Берестейский. Ранее — лишённый сана епископ Черниговский и Нежинский УПЦ КП.

## Биография
Родился 23 января 1970 года в Селе Новые Скоморохи в Ивано-Франсковской области в многодетной семье.
В 1985 году окончил среднюю школу, а в 1988 году окончил строительное училище.
С 1988 по 1990 год проходил воинскую службу в рядах Советской армии, а после её окончания, нёс послушание в Почаевской лавре, и позднее служил в Соборе Покрова Пресвятой Богородицы в Ивано-Франковске.
В 1992 году был пострижен в монашество и с 1992 по 1993 год возрождал монастырь святого Пантелеймона в селе Мариямполь Галицкого района.
В 1993 году во Владимирском кафедральном соборе митрополитом Киевским и Галицким Филаретом (Денисенко) (УПЦ КП) был хиротонисан во иеромонаха и в том же году начал служение в Выдубицком мужском монастыре в городе Киеве. В 1994 году был возведён в достоинство игумена.
В 1996 году окончил Киевскую духовную семинарию.
В 2000 году окончил юридический факультет Академии труда, социальных отношений и туризма. В 2000 году поступил в Киевскую духовную академию, которую успешно окончил в 2004 году.
В мае 2002 года, ко дню Святой Пасхи, патриархом Филаретом (Денисенко) был возведён в достоинство архимандрита, а 15 ноября 2002 указом патриарха Филарета был назначен наместником Выдубицкого мужского монастыря.
В 2003 году, решением Президиума Украинской технологической Академии, архимандрит Севастиан был избран действительным членом Академии исторически-философского факультета с присвоением звания «академик».

## Архиерейство
14 декабря 2006 года во Владимирском патриаршем кафедральном соборе Киева был хиротонисан во епископа Черниговского и Нежинского.
Активно участвовал в церковной и общественной жизни Украины. Является автором многих духовно-назидательных статей, основателем духовного журнала «Чаша», духовником казацкого полка имени М. Миклашевского.
13 мая 2008 года подал прошение о почислении на покой «по личным причинам».
25 мая 2018 года вместе с сыном проник в резиденцию патриарха Филарета (Денисенко) с целью покушения на предстоятеля (имел при себе слезоточивый газ). 27 мая 2018 года Синод УПЦ КП лишил его священного сана.
16 мая 2022 года предстоятель и Синод Палестинской Православной Церкви в Америке (POCA) рассмотрели обстоятельства дела, указанные в поданном Севастианом прошении, и нашли возможным принять его в клир POCA в сане епископа, на должность управляющего Берестейской епархией на Украине, с сохранением за ним должности настоятеля монастыря Всех Святых в городе Киеве.

## Награды
- Орден Архистратига Михаила («За возрождение Выдубицкого мужского монастыря и духовности в Украине»)